# Аллоэмия
Аллоэми́я (др.-греч. ἄλλος — «другой») — противопоставление на всех уровнях языка инвариантных структурных единиц языка (фонем, морфем, лексем, семем), называемых эмами, аллоформам — разновидностям, модификациям, или вариантам (аллофонам, алломорфам, аллолексам, аллосемемам соответственно), реализуемым в речи.
Систематическое терминологическое противопоставление эмических единиц и аллоформ на всех уровнях описания языка называется алло-эмической терминологией.